# Molorchus aureomaculatus
Molorchus aureomaculatus là một loài bọ cánh cứng trong họ Cerambycidae.